# バルデヨフ
バルデヨフ （スロバキア語: Bardejov  発音、歴史的旧称・ドイツ語: Bartfeld、ハンガリー語: Bártfa、ポーランド語: Bardiów）は、スロバキア東部のプレショフ県バルデヨフ郡の都市（mesto）。文献には1241年に初めて登場し、当時から温泉地として知られていた。中世の文化財が中心街に数多く残り、UNESCO世界遺産に登録されている。

## 概要
バルデヨフは古くから著名温泉保養地として知られ、治療用鉱泉は腫瘍、血流、消化器症状に効能がある。郊外に古い温泉複合施設があり、民俗建築の野外博物館となっている。
市街地は歴史的建造物が多く残る。1247年に創建された聖アエギディウス教会（Chrám svätého Egídia）は多様な礼拝堂を持ち、3つの本堂を備えたバシリカは15世紀に完成し、ゴシック様式のある11の翼状祭壇がある。市街地中心部の市庁舎広場（Radničné námestie）は、中世に市場が開かれた場所で、現在はゴシック建築とルネサンス様式建築の住宅に囲まれている。18世紀のシナゴーグの周りにコーシャーの食肉処理場、浴場、集会所（ベート・ミドラーシュ）などのユニークな建物が集まる小さなユダヤ人地区もある。
広場に面した市庁舎（Radnica）は1505年に建てられ、低層部はゴシック様式、上層部はルネサンス様式で建てられている。また14世紀から15世紀の要塞の遺構は、保存状態の良い中世の城郭都市の姿を残すものとしてヨーロッパ文化遺産基金に登録されている。
市内にはバルデヨフ、バルデヨフスカー・ノヴァー・ヴェス、バルデヨフスカー・ザーバヴァ、バルデヨフスケー・クーペレ、ドルハー・ルーカ、ミハリョフの6街区が設けられている。

## 歴史
バルデヨフの地名が文献に現れたのは1240年代で、バルデヨフ出身の聖職者がハンガリー王ベーラ4世に、プレショフの町がバルデヨフとの町境を冒したことを訴えた記録がある。当時の重要な教会である聖アエギディウス教会は既に建てられていた。14世紀に厳重に要塞化され、町はポーランドとの通商の中心地として50以上の商業組合が組織された。1376年に王立都市の地位を授けられ、のちに自由都市となり繁栄したが、戦乱や疫病などが相次いだ16世紀以降衰退した。
第二次世界大戦後の1950年、チェコスロバキア政府はバルデヨフを都市環境保全地域に指定した。社会主義時代は国営重工業会社（ZŤS, podniku Závody ťažkého strojárstva）の拠点の一つになったほか、靴類の生産が行われて人口が増加した。市街地は1986年にヨーロッパ文化遺産基金に登録され、2000年に世界遺産に登録された。

## 人口構成
バルデヨフの人口はおよそ33,374人（2005年12月調査）である。2001年の調査によると、住民の91.3パーセントはスロバキア人、2.6％がロマ人、2.5％がルシン人、1.4パーセントがウクライナ人である。信仰は、カトリック教会が63.2％、16.9％がスロバキア東方典礼カトリック教会、7.6％がルーテル教会である。

## 世界遺産

### 登録基準
この世界遺産は世界遺産登録基準のうち、以下の条件を満たし、登録された（以下の基準は世界遺産センター公表の登録基準からの翻訳、引用である）。
- (3) 現存するまたは消滅した文化的伝統または文明の、唯一のまたは少なくとも稀な証拠。
- (4) 人類の歴史上重要な時代を例証する建築様式、建築物群、技術の集積または景観の優れた例。

## 姉妹都市
- スレムスキ・カルロヴツィ、セルビア
- マヒリョウ、ベラルーシ
- カシュテラ、クロアチア
- クリニツァ＝ズドルイ（英語版）、ポーランド
- ヤスウォ（英語版）、ポーランド
- ゴルリツェ（英語版）、ポーランド
- ザモシチ、ポーランド
- ミクロフ、チェコ
- チェスカー・リーパ（英語版）、チェコ
- プルジェロフ、チェコ
- モルデ、ノルウェー
- カレー、フランス
- アシュタビューラ、アメリカ合衆国

## 参照
1. ↑  “Bardejov Town Conservation Reserve” (英語). UNESCO World Heritage Centre. 2023年5月3日閲覧。
2. ↑  “Municipal Statistics”.   Statistical Office of the Slovak republic. 2007年5月3日閲覧。